# Argonne (condado de Forest)
Argonne es un lugar designado por el censo ubicado en el condado de Forest en el estado estadounidense de Wisconsin. En el Censo de 2010 tenía una población de 160 habitantes y una densidad poblacional de 111,11 personas por km².

## Geografía
Argonne se encuentra ubicado en las coordenadas 45°39′30″N 88°52′40″O / 45.65833, -88.87778. Según la Oficina del Censo de los Estados Unidos, Argonne tiene una superficie total de 1.44 km², de la cual 1.44 km² corresponden a tierra firme y (0%) 0 km² es agua.

## Demografía
Según el censo de 2010, había 160 personas residiendo en Argonne. La densidad de población era de 111,11 hab./km². De los 160 habitantes, Argonne estaba compuesto por el 94.38% blancos, el 0% eran afroamericanos, el 1.88% eran amerindios, el 0% eran asiáticos, el 0% eran isleños del Pacífico, el 0% eran de otras razas y el 3.75% pertenecían a dos o más razas. Del total de la población el 0% eran hispanos o latinos de cualquier raza.